# 博尼约尔河畔圣西耶
博尼約爾河畔圣西耶（法語：Saint-Ciers-sur-Bonnieure，法語發音：[sɛ̃ sje syʁ bɔnjœʁ]）是法国夏朗德省的一个市镇，属于孔福朗区。

## 地理
博尼约尔河畔圣西耶（45°51'35"N, 0°14'40"E）面积10.44 平方千米，位于法国新阿基坦大区夏朗德省，该省份为法国西部内陆省份，北起德塞夫勒省和维埃纳省，东临上维埃纳省，东南至多尔多涅省，南至多爾多涅省，西接滨海夏朗德省。
与博尼约尔河畔圣西耶接壤的市镇（或旧市镇、城区）包括：穆通、楠克拉尔、皮雷欧、圣弗龙、瓦勒德博尼约尔。

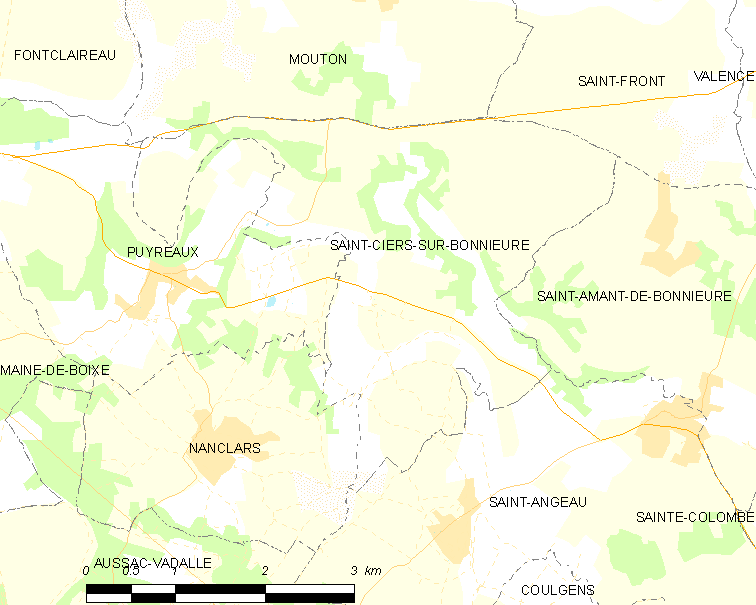
博尼约尔河畔圣西耶的OSM定位图

博尼约尔河畔圣西耶的时区为UTC+01:00、UTC+02:00（夏令时）。

## 行政
博尼约尔河畔圣西耶的邮政编码为16230，INSEE市镇编码为16307。

## 政治
博尼约尔河畔圣西耶所属的省级选区为布瓦克斯-芒卢瓦县。

## 人口

1962-2008年间博尼约尔河畔圣西耶人口变化图示

博尼约尔河畔圣西耶于2022年1月1日时的人口数量为313人。